# جينيو ناسو
جينيو ناسو (باليابانية: 那須甚有) هو لاعب كرة قدم ياباني في مركز الوسط، ولد في 20 يوليو 1999 في كوراشيكي في اليابان. لعب مع Gainare Tottori ‏.

## وصلات خارجية
- جينيو ناسو على موقع رابطة كرة القدم اليابانية للمحترفين (اليابانية)
- جينيو ناسو على موقع Soccerway.com (الإنجليزية)